# Solrød község
Solrød község (dánul: Solrød Kommune) Dánia 98 községének (kommune, helyi önkormányzattal rendelkező közigazgatási egység) egyike. Solrød község Greve, Roskilde, Køge, Malmö és Vellinge községekkel határos. Lakosainak száma 21 788 fő (2016).